# 陳科榮
陳科榮中尉是一位海軍醫官，在八二三臺海戰役的料羅灣海戰中英勇犧牲。
陳科榮中尉是沱江號的軍醫，在搶救傷亡人員時，自己中彈受重傷，但仍堅持指揮醫護兵進行搶救。他堅持到自己傷勢嚴重而最終不幸去世。為了表彰他的英勇行為，陳科榮中尉事後被追晉為少校，並且被納入忠烈祠供奉。
為了紀念陳科榮中尉，三軍總醫院基隆分院於民國64年7月24日興建了一座名為科榮館的建築，並於民國65年6月竣工。